# Congresso Nacional do Chile
O Congresso Nacional é o órgão legislativo da República do Chile, de orientação bicameral. É composto pelo Senado da República, com 38 senadores, e pela Câmara dos Deputados, com 120 deputados. O Congresso Nacional foi estabelecido em 14 de julho de 1811, sendo atualmente estipulado pelos artigos 42 à 59 da Constituição Chilena de 1980. O Congresso se reúne no Prédio do Congresso, em Valparaíso. 

## Sede

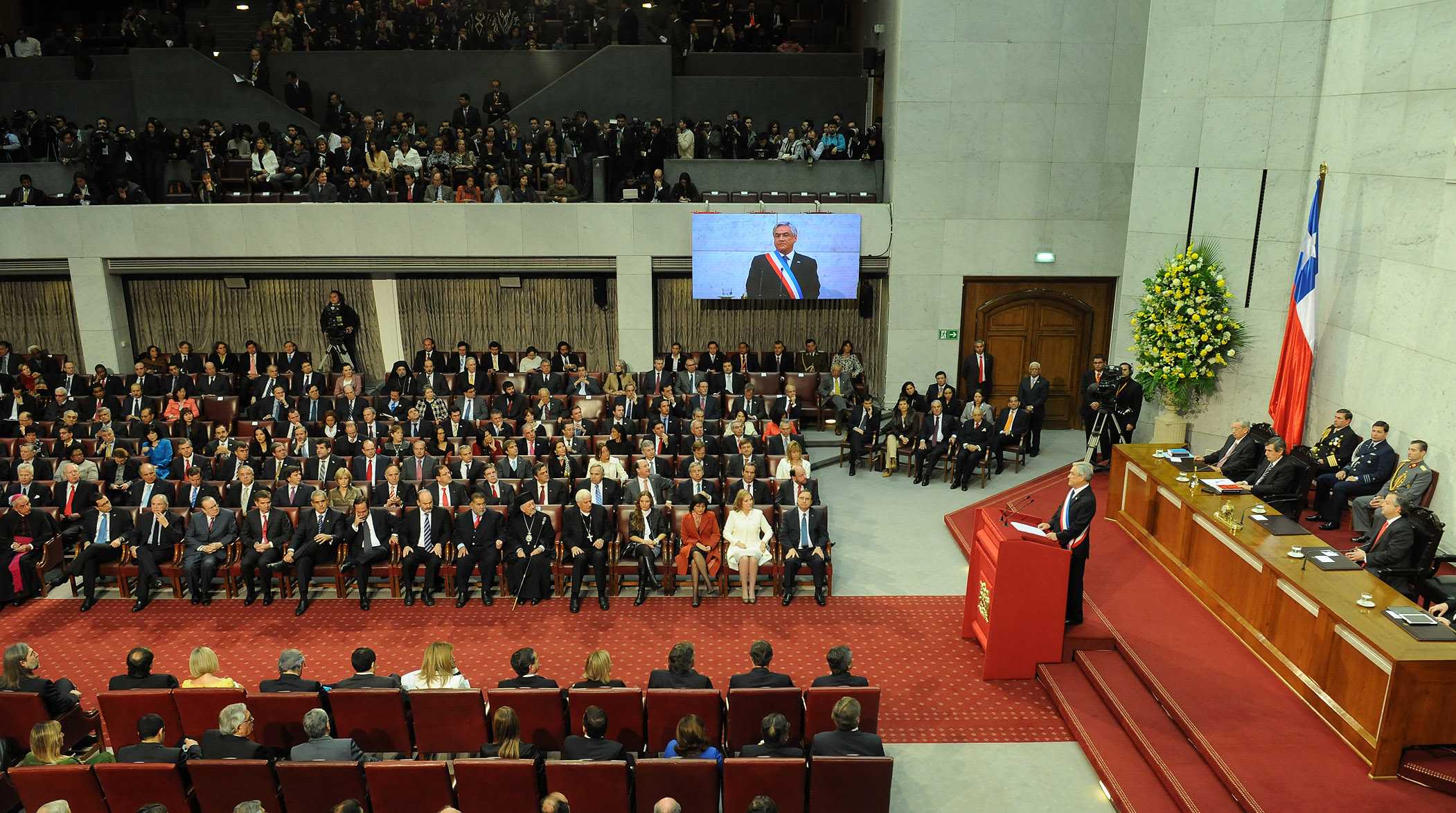
Presidente Sebastián Piñera anunciando a conta nacional de 2012 ao Congresso

Desde sua criação, em 1811, o Congresso Nacional se reuniu em Santiago, no prédio atualmente conhecido como Edificio del ex Congreso. Após a transferência do Congresso para Valparaíso, o antigo edifício em Santiago tornou-se sede do Ministério de Relações Exteriores. Em 2006, o Ministério ganhou outra sede, devolvendo o antigo prédio ao Congresso, possibilitando que este se reúna em ambas as cidades alternadamente.[carece de fontes?]
Em 1990, o Congresso retomou suas atividades após mais de 16 anos de recesso parlamentar estabelecido pelo Regime Militar do Pinochet, visto que a Junta Militar fechara a instituição em 13 de setembro de 1973. Ficou determinada a transferência da sede do Congresso para Valparaíso, visando a descentralização política. A nova sede é um prédio moderno de 60.000 m² de área, que se destaca da arquitetura local. Foi projetado pelos arquitetos Juan Cárdenas, José Covacevic e Raúl Farrú.[carece de fontes?]